# Научное знание
Научное знание — система знаний о законах природы, общества, мышления. Научное знание является основой научной картины мира, поскольку описывает законы его развития.

## Сущность научного знания
Научное знание — это:
- когнитивная основа человеческой деятельности;
- социально обусловленная деятельность;
- знание, имеющее разную степень достоверности.

Будучи специфическим видом знания научное знание должно отвечать ряду критериев, среди которых предсказательная сила, верифицируемость (проверяемость на практике), системность и согласованность результатов.

## Эмпирический и теоретический уровни
Научное знание обычно рассматривается на двух уровнях — эмпирическом и теоретическом. Каждый из этих уровней пользуется своими особыми методами исследования и имеет разное значение для научного знания в целом.

### Эмпирическое знание
Эмпирическое знание накапливается в результате непосредственного контакта с реальностью в наблюдении или эксперименте. Наука опирается на твердо установленные факты, полученные эмпирическим, то есть опытным, путем. На эмпирическом уровне происходит накопление фактов, их первичная систематизация и классификация. Эмпирическое знание делает возможным формулирование эмпирических правил, закономерностей и законов, которые статистически выводятся из наблюдаемых явлений.
Основные методы эмпирического знания это:
- эксперимент — наблюдение за объектами и явлениями в контролируемых или искусственно созданных условиях с целью выявления их существенных характеристик;
- наблюдение — целенаправленное восприятие явлений объективной действительности без внесения изменений в реальность, что исследуется;
- измерение — выявление количественных характеристик изучаемой реальности. В результате измерения происходит сравнение объектов по определенным свойствам;
- сравнение — одновременное выявление соотношения и оценка общих для двух или более объектов свойств или признаков;
- описание — фиксация средствами естественного или искусственного языка сведений об объектах и явлениях.

Информация, полученная с помощью эмпирических методов, подвергается статистической обработке. После этого учёные могут делать определенные обобщения. Полученная информация должна быть верифицированной, поэтому учёные обязаны подробно описать источники информации и использованные методы.

### Теоретическое знание
Эмпирическое знание само по себе редко может исчерпывающе объяснить определенное явление. Такое знание малоэвристично, то есть оно не открывает новых возможностей научного поиска. Именно поэтому необходим теоретический уровень знания, на котором полученные эмпирические данные вписываются в определенную систему. В то же время без определенных теоретических принципов невозможно начать ни одно эмпирическое исследование.
Таким образом, суть теоретического знания — описание, объяснение и систематизация процессов и закономерностей, выявленных эмпирическим путем, а также попытка целостного охвата действительности.
Основные методы теоретического знания — это:
- формализация — построение абстрактных моделей, которые должны объяснить суть исследуемых явлений;
- аксиоматизация — теоретическое построение на основе аксиом, то есть утверждений, истинность которых доказывать не нужно;
- гипотетико-дедуктивный метод — построение дедуктивно связанных между собой гипотез, объясняющих эмпирические факты.

Основные компоненты теоретического знания — это:
- Проблема — форма знания, содержанием которого является то, что еще не познано, но что нужно познать, т. е. это знание о незнании, вопрос, возникший в ходе познания и требующий ответа; проблема включает два основных этапа движения познания — постановку и решение.
- Гипотеза — форма знания в виде предположения, сформулированного на основе ряда фактов. Гипотетическое знание носит вероятностный, а не достоверный характер и требует проверки, обоснования. Одни гипотезы впоследствии превращаются в теории, тогда как другие видоизменяются, уточняются и конкретизируются, а третьи отбрасываются как ложные. Решающим критерием истинности гипотезы является практика во всех своих формах, тогда как логический (теоретический) критерий истины играет вспомогательную роль.
- Теория — знание, дающее целостное отображение закономерных и существенных связей в определенной области действительности. Теория строится с целью объяснения объективной реальности. Главная задача теории - описание, систематизация и объяснение всех имеющихся эмпирических данных. Однако теория не описывает непосредственно окружающую действительность. При формулировании теории исследователи оперируют идеальными объектами, которые в отличие от реальных, характеризуются не бесконечным, а ограниченным количеством свойств.

Теоретический уровень знания имеет две составляющие — фундаментальные теории и теории, описывающие конкретную область реальности, опираясь на соответствующие фундаментальные теории.

## Метатеоретический уровень
Является более общим уровнем научного знания по сравнению с эмпирическим и теоретическим уровнями, внутренне связан с ними в процессе развития научного знания и конкретизирован для каждой научной теории.
В качестве основных составных частей включает в себя общенаучное знание (общенаучная картина мира, общенаучные методологические, логические и аксиологические принципы) и философские основания науки.
Метатеоретический уровень в математике образуют метаматематика и металогика. В естественно-научных и социально-гуманитарных дисциплинах метатеоретический уровень состоит из соответствующих картин мира, а также общенаучных и философских  принципов.